# Крифтел
Крифтел (њем. Kriftel) општина је у њемачкој савезној држави Хесен. Једно је од 12 општинских средишта округа Мајн-Таунус. Према процјени из 2010. у општини је живјело 10.609 становника. Посједује регионалну шифру (AGS) 6436009.

## Географски и демографски подаци
Крифтел се налази у савезној држави Хесен у округу Мајн-Таунус. Општина се налази на надморској висини од 102 метра. Површина општине износи 6,8 km². У самом мјесту је, према процјени из 2010. године, живјело 10.609 становника. Просјечна густина становништва износи 1.569 становника/km².

## Међународна сарадња
| Мјесто | Држава    | Врста сарадње | Од    |
| ------ | --------- | ------------- | ----- |
| Ерен   | Француска | партнерство   | 1982. |
| Извор  |           |               |       |